# NGC 7004
NGC 7004 is een balkspiraalstelsel in het sterrenbeeld Indiaan. Het hemelobject werd op 2 oktober 1834 ontdekt door de Britse astronoom John Herschel.

## Synoniemen
- ESO 235-46
- FAIR 938
- PGC 66019